# Stan Kelly-Bootle
Stan Kelly-Bootle (15 de septiembre de 1929 - 16 de abril de 2014) fue un escritor, cantante y compositor, y científico de la computación. Su canción más conocida es el "Liverpool Lullaby (Oh you are a mucky kid)", que Judy Collins grabó en 1966 para su álbum, In My Life. Cilla Black grabó tres años más tarde como el B-side de su hit pop "Conversations". Kelly-Bootle logró el primer diploma de postgrado en ciencias de la computación en 1954.

## Educación
Nacido en Liverpool, Stan Kelly-Bootle fue educado en el Instituto de Liverpool. Pasó de 1948 a 1950 como recluta en el ejército británico, alcanzando el rango de sargento. Instructor en el RADAR. Asistió a Downing College, Cambridge, donde se graduó con un grado en Análisis Numérico y Computación Automática en 1954, el primer diploma de postgrado en ciencias de la computación.

## Carrera
En 1950, Kelly-Bootle ayudó a fundar la St Lawrence Folk Song Society en la Universidad de Cambridge. Como cantautor, actuó bajo el nombre de Stan Kelly. Él escribió algunas de sus propias canciones y también escribió las letras que figuran a melodías tradicionales. En el curso de su carrera musical, hizo más de 200 apariciones en radio y televisión, y lanzó varias grabaciones, así como sus canciones haber sido grabadas por otros.

## Muerte
Stan Kelly-Bootle murió el 16 de abril de 2014, a los 84 años de edad, en el hospital por causas no reveladas.